# ساختمان پیش‌ساخته
خانه‌های پیش‌ساخته(به انگلیسی: Prefabricated home) ساختمان‌هایی هستند که قطعات آن‌ها در خارج از سایت ساخته می‌شوند (معمولاً در ابعاد استاندارد که به آسانی قابل نصب باشند) و در محل سایت نصب می‌گردند.
بعضی از خانه‌های پیش‌ساخته جدید در طراحی خود از سبک‌های پست‌مدرنیسم و فیوچریسم الهام گرفته‌اند.
همچنین اصطلاح خانه‌های پیش ساخته ممکن است مورد اشاره باشد به خانه‌های قابل حمل که بر روی چرخ قرار دارند.
Modular homes قطعات ان در کارخانه ساخته می‌شود سپس به محل حمل و نصب می‌گردد.
Manufactured homes سازه فلزی آن در کارخانه تولید و در محل نصب می‌گردد.
Mobile homes بر روی چرخ ساخته می‌شود که به آسانی قابل حمل باشد.

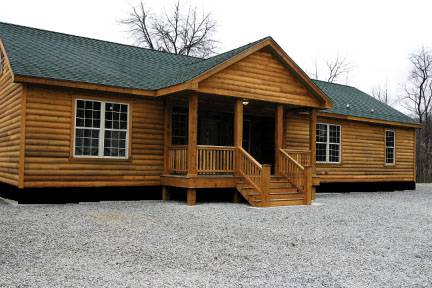
یک خانهٔ پیش‌ساخته با طرح چوب در آمریکای شمالی

## تاریخچه

برپایی خانه پیش‌ساخته (برای دیدن فیلم زمان‌گریز اینجا کلیک کنید)

در ایالات متحده بین سال‌های ۱۹۰۲ تا ۱۹۱۰ شرکت‌های متعددی آغاز به فروش قطعات ساختمان‌های پیش‌ساخته کردند.
در بریتانیا بین سال‌های ۱۹۴۵ تا ۱۹۴۹ بیش از ۱۵۶۰۰۰ خانه پیش‌ساخته تولید شد.
در آلمان تا سال ۱۹۴۸ بیش از ۵۰۰۰ خانه پیش‌ساخته برای اعضای ارتش آمریکا ساخته شد.
کلمه prefab مانند کلمه «خانه‌های مدولار» یک اصطلاح صنعتی نیست و امروزه اصطلاح «خانه‌های پیش‌ساخته» بیشتر اشاره به سبک طراحی این ساختمان‌ها دارد.

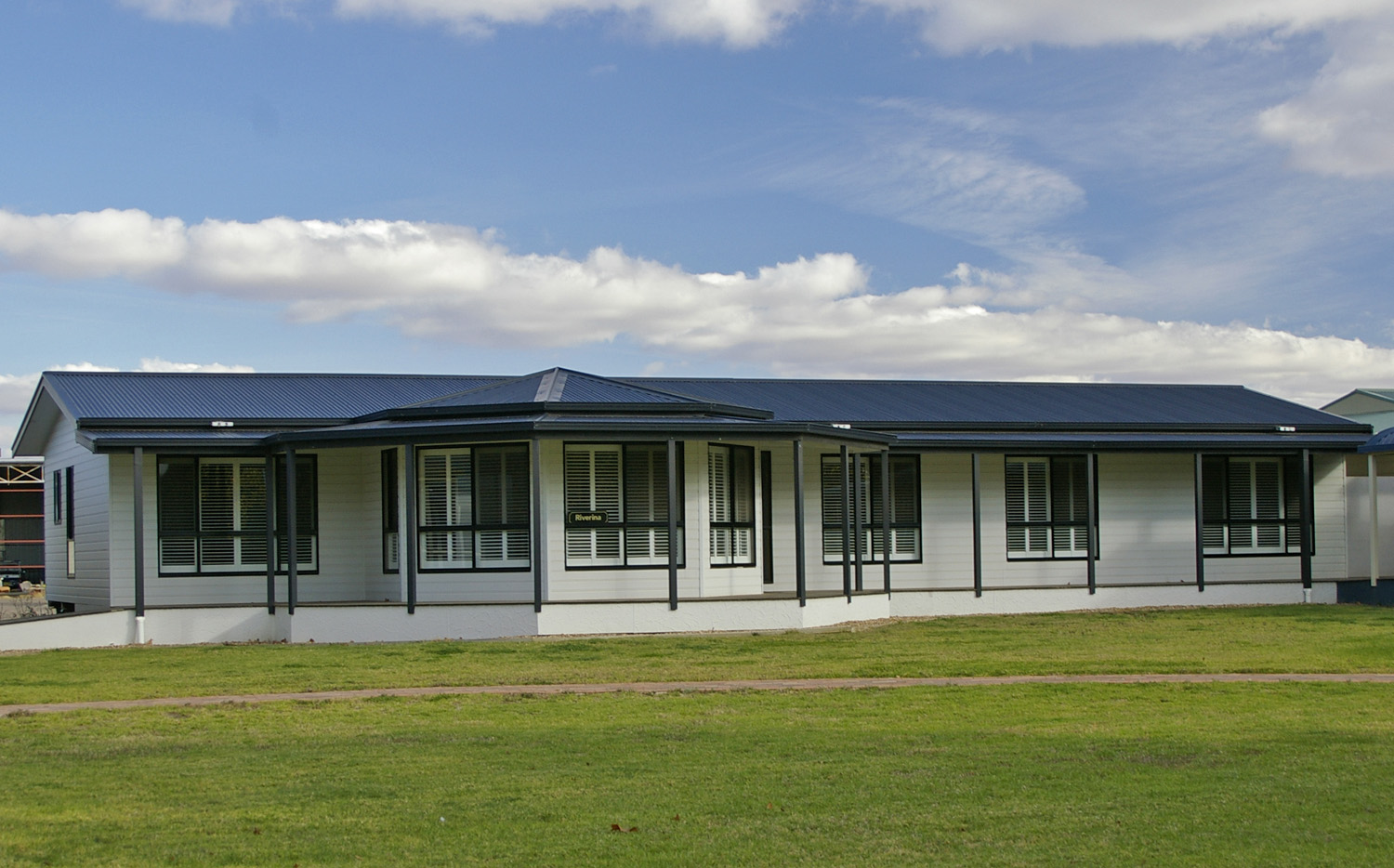
یک خانهٔ استرالیایی پیش‌ساخته

## وضعیت فعلی بازار
خانه‌های پیش‌ساخته در اروپا، آمریکا و ایالات متحده در حال محبوب شدن هستند. چرا که در مقایسه با خانه‌های معمولی موجود در بازار به نسبت ارزان تر است.
معماران مدرن در حال به‌کارگیری الگوهای پیش‌ساخته سازی به منظور تولید انبوه خانه‌های پیش‌ساخته هستند.
از آنجا که در سبک معماری مدرن ساده‌سازی طرح‌ها مد نظر است (همراه با صرفه‌جویی) به همین خاطر در طراحی مسکن پیش‌ساخته سبک معماری مدرن بسیار کاربرد دارد.

## قوانین ساخت و احداث
در بعضی مناطق ضوابط شهرداری اجازه ساخت خانه‌های پیش‌ساخته را نمی‌دهد یا قوانین خاصی برای اجرای آن‌ها قایل‌اند. بنابراین در هر منطقه‌ای پیش از اجرا باید از قوانین و ضوابط حاکم بر آن منطقه آگاه شد.

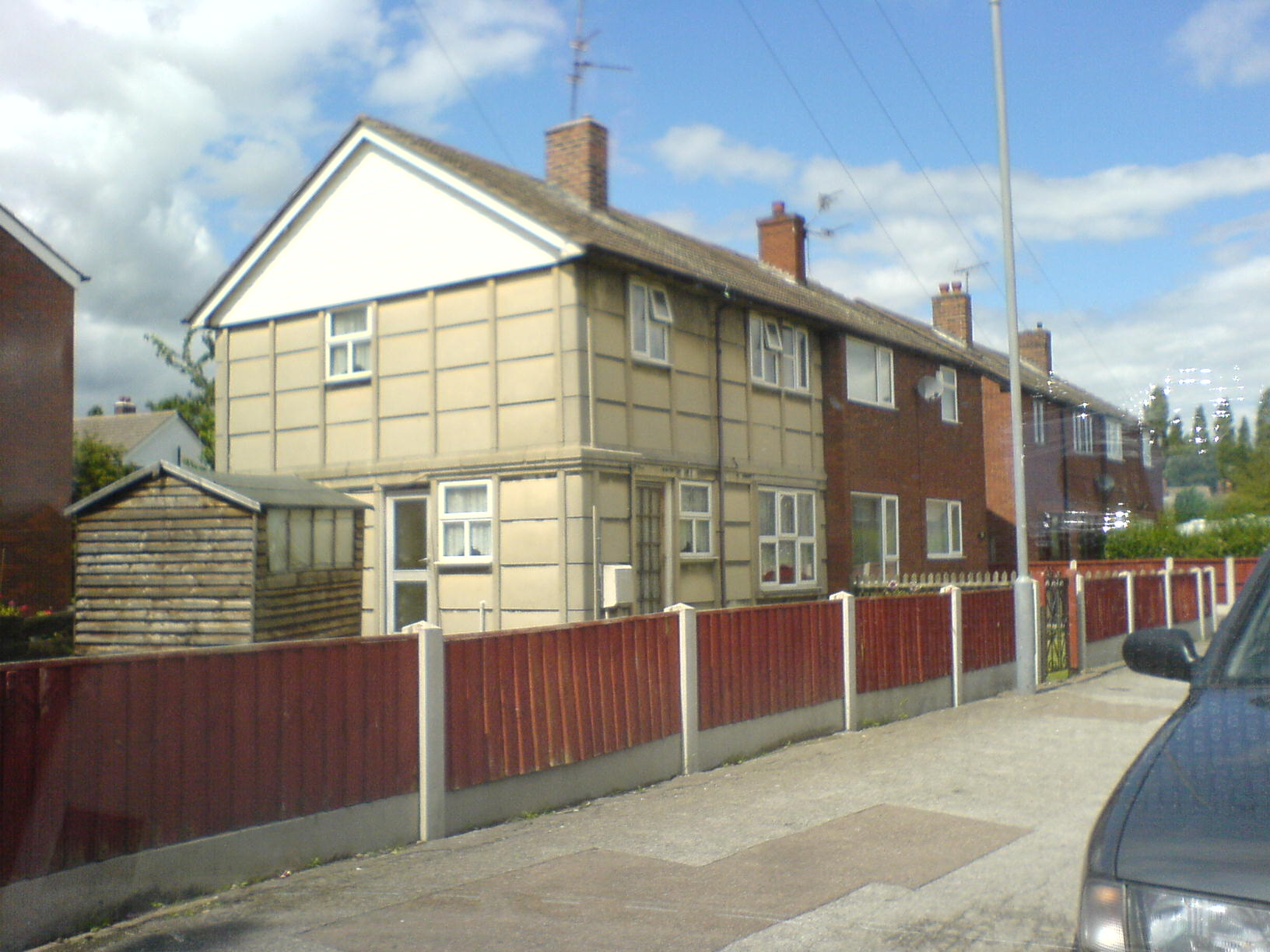
یک خانهٔ پیش‌ساختهٔ انگلیس پس از جنگ جهانی دوم کنار مشابه خود که با آجر بازسازی شده

روش‌های نوین ساختمان‌سازی سال‌هاست که در کشورهای اروپایی و پیشرفته دنیا مورد استفاده قرار می‌گیرد و با آزمایش‌ها فنّی و تجربه‌های قابل قبولی که انجام گرفته، جایگاه خود را استحکام بخشیده است. خصوصاً با وجود بلایا و حوادث طبیعی از سویی و ضرورتهای اقتصادی از سوی دیگر، صنعت ساخت مسکن به سمت استفاده هر چه بیشتر از این قبیل مصالح با هدف سبک سازی، سریع سازی و صرفه جویی هر چه بیشتر در انرژی حرکت کرده‌است. سازه سبک فولادی شامل مقاطع فولادی سرد نورد شده می‌باشد که در شکل‌ها و ابعاد مختلف تولید می‌گردد. از ویژگی‌های این سیستم سبک بودن، امکان تولید مقاطع در زمان کوتاه، حمل سریع و نصب آسان می‌باشد. در این سیستم برای مهار نیروی جانبی از بادبند استفاده می‌شود.

## ساختمان پیش‌ساخته در مناطق مختلف

### اتحادیه اروپا
در اتحادیه اروپا هیچ قانون یکپارچه‌ای برای ساخت و ساز خانه‌های پیش‌ساخته وجود ندارد و اجرای این خانه‌ها در هر منطقه‌ای منوط به قوانین محلی است.

### بریتانیا
در انگلستان کلمه پیش‌ساخته تداعی‌گر نوعی خاص از خانه‌های پیش‌ساخته است که پس از پایان جنگ دوم جهانی در تعداد زیاد در این کشور ساخته شد که به‌طور موقت جایگزین خانه‌های تخریب شده در طول جنگ بودند.
با وجود آنکه این خانه‌ها در ابتدای امر برای اسکان موقت در نظر گرفته شده بودند، اما بسیاری از ساکنان برای سال‌ها و حتی دهه‌ها پس از پایان جنگ در آن‌ها باقی‌ماندند.هنوز هم در قرن ۲۱ تعدادی از این خانه‌ها پابرجاست.
در سال ۲۰۱۱ بی‌بی‌سی گزارشی تهیه کرده بود مبنی بر آنکه بزرگترین محله پیش‌ساخته در انگلستان واقع در جنوب شرق لندن در حال ویرانی‌ست.
اما یکی از جالب‌ترین ساختمان‌های پیش‌ساخته‌ای که تاکنون ساخته شده بیمارستانی بود که توسط ارتش بریتانیا در طول جنگ «کریمه» به ان سال ۱۸۵۵ ساخته شد. در این ساختمان نوآوری‌هایی در سیستم تهویه، فاضلاب و توالتها صورت گرفته بود.
در دوران مدرن برای اولین بار تولید ساختمان‌های پیش ساخته برای ساخت یک مجموعه آپارتمانی در لیورپول صورت گرفت. مبتکر این طرح معمار شهرساز «جان الکساندر برودی» بود. جالب آنجاست که وی ابتکاراتی هم درزمینه ورزش فوتبال داشت.
این سبک آپارتمان سازی در انگلستان مورد استقبال قرار نگرفت اما راه خود را به کشورهای اروپای شرقی گشود.

### آمریکای شمالی
تولید خانه‌های پیش ساخته به‌طور انبوه در ایالات متحده در دوران gold Rush صورت گرفت. دوره‌ای که برای آبادانی کالیفرنیا دست به ساخت و ساز انبوه زدند. این خانه‌ها در سال ۱۹۰۸ به صورت پستی در آمریکا به فروش می‌رسیدند.
در آمریکا تولید خانه‌های پیشساخته در مقایسه با خانه‌های معمولی به نیروی کار کمتری نیاز دارد که در نتیجه قیمت نهایی محصول را رقابتی تر می‌کند.
شرکتهای تولید و فروش خانه‌های پیش‌ساخته در آمریکا محصولاتشان را به نام خانه‌های قابل حمل یا خانه‌های همراه به فروش می‌رسانند.
در آمریکا خانه‌های قابل حمل یا همراه، مطابق کدهای ساختمان وزارت اسکان و توسعه شهری HUD ساخته می‌شوند. این اصطلاح، اصطلاحی صنفی مخصوص ایالات متحده است در حالی که خانه‌های مدولار مطابق با استاندارد IBC (کد بین‌المللی ساختمان) ساخته می‌شوند.

### استرالیا-آسیا
احتمالاً اولین آگهی ساختمان پیش ساخته کلبه قابل حمل «منینگ» بود. یک نجار لندنی با نام اچ منینگ اجزای یک خانه چوبی را ساخت که توسط مهاجران انگلیسی که به استرالیا مهاجرت می‌کردند حمل و بعداً در محل نصب می‌شدند.
تبلیغات فروش این خان‌ها در سال ۱۸۳۷ منتشر شد و هنوز هم تعدادی از این خانه‌ها در جنوب استرالیا پابرجاست.
یکی از این خانه هاfriends meeting hous در آدلاید است. اوج واردات خانه‌های پیش ساخته در استرالیا سال ۱۸۵۳ بود زمانی که چندصد خانه از انگلستان وارد استرالیا شد.
پس ار آن شرکتهایی در لیورپول، بوستون و حتی سنگاپور دست به تولید چنین خانه‌هایی زدند.
در باربادوس بردگان آزادی که حق مالکیت زمین را نداشتند استقبال خوبی از این نوع خانه‌ها کردند. در آن زمان قانون استرالیا جابجایی خانه‌های پیش ساخته را در زمره قوانین مربوط به جابجایی احشام در نظر گرفته بود.
امروزه در مقایسه با اروپا تعداد بسیار کمی ار این خانه‌ها در استرالیا-آسیا وجود دارند. با توجه به آنکه نرخ رشد جمعیت در استرالیا پایین است در بخش مسکن سهم خانه‌های پیش‌ساخته در بازار در مقایسه با خانه‌های معمولی مقدار بسیار کمی‌ست.

### کانکس پیش ساخته
نوعی پر کاربرد از خانه‌های پیش ساخته کانکس‌ها می‌باشند که در تمام نقاط جهان مورد استفاده قرار می‌گیرند. این کانکس‌ها در طرح‌ها و اندازه‌های مختلفی ساخته شده و با توجه به موقعیت جغرافیایی که قرار می‌گیرند دارای متریال و مواد اولیه خاص خود می‌باشند. این صنعت هم‌زمان با سایر نقاط جهان در ایران نیز شروع شده و از کاربردهای خانه‌های پیش ساخته می‌توان به مواردی چون کانکس مسکونی، اداری و … اشاره کرد.

## منبع
Wikipedia contributors, "Prefabricated building," Wikipedia, The Free Encyclopedia, https://en.wikipedia.org/w/index.php?title=Prefabricated_building&oldid=1121111960 (accessed February 27, 2023).